# Булыгины
Булыгины — русский дворянский род.

## Происхождение и история рода
Происходил из Рязанской губернии, где Гаврила Васильевич Булыгин владел поместьем ещё в 1628 г. В 1573 году опричниками Ивана Грозного числились Василий и Илья Булыгины.
Род внесён 9.12.1851 и 31.10.1877 в VI ч. дворянской родословной книги Рязанской губернии.
Среди потомков Ратши по меньшей мере двое носили прозвище Булыга (Иван Борисович и Семен Константинович) и показаны бездетными. Не исключено, что от одного из них и произошли Булыгины.

## Описание герба
В щите, имеющем три поля: голубое, чёрное и красное, перпендикулярно от нижних углов поставлено серебряное стропило и под ним изображены крестообразно золотая стрела и серебряная сабля, острием обращенная вверх (изм. польский герб Пржестржал).
На щите дворянский коронованный шлем. Нашлемник: три страусовых пера. Намёт на щите чёрный и голубой, подложен серебром. Герб рода Булыгиных внесен в Часть 4 Общего гербовника дворянских родов Всероссийской империи, стр. 105.

## Известные представители
- Булыгин Роман — дьяк (1627-1640), воевода в Астрахани (1634).
- Булыгин Иван Григорьевич — дьяк, воевода в Тобольске (1614-1620). (два раза).
- Булыгин Лев — подьячий, воевода в Уржуме (1648)[2][3].
- Булыгин Александр Григорьевич (1851—1919) — министр внутренних дел.
- Булыгин Василий Иванович (1808—1871) — сенатор.